# A Perfect Crime
A Perfect Crime és una pel·lícula muda dirigida per Allan Dwan i protagonitzada per Monte Blue i Jacqueline Logan. Basada en un relat homònim de Carl Clausen (1920), es va estrenar el 27 de març de 1921. Fou la pel·lícula amb la que debutaren Jacqueline Logan i Carole Lombard, que aleshores només tenia 12 anys. Es considera una pel·lícula perduda.

## Argument
Wally Griggs, un tímid treballador en un banc, viu una vida paral·lela com a jove i esbojarrat, les desinhibides històries del qual interessen Halliday, el president del banc, i fascinen encara més Mary. A aquesta, Thaine, ara fiscal del districte, li ha estafat una fortuna. Quan Wally decideix amagar alguns bons bancaris i és detingut per Thaine, aquest el demanda per empresonament fraudulent i els diners que rep els retorna a Mary. També torna els bons bancaris fingint tenir afàsia. Finalment decideix convertir-se en escriptor.

## Repartiment
- Monte Blue (Wally Griggs)
- Jacqueline Logan (Mary Oliver)
- Stanton Heck (Big Bill Thaine)
- Hardee Kirkland (Halliday, president del banc)
- Carole Lombard (germana de Wally)